# Lloyd Glasspool
Lloyd Edward Glasspool (* 19. listopadu 1993 Redditch, Worcestershire) je britský profesionální tenista. 
Od srpna 2025 je světovou jedničkou ve čtyřhře, kterou se stal jako šedesátý šestý v pořadí a čtvrtý Brit od zavedení deblového žebříčku ATP. Na grandslamu triumfoval s Julianem Cashem ve čtyřhře Wimbledonu 2025. Ve své dosavadní kariéře na okruhu ATP Tour vyhrál jedenáct deblových turnajů. Na challengerech ATP a okruhu ITF získal pět titulů ve dvouhře a šestnáct ve čtyřhře.
Na žebříčku ATP byl ve dvouhře nejvýše klasifikován v červenci 2016 na 282. místě a ve čtyřhře pak v srpnu 2025 na 1. místě. Trénují ho Oliver Plaskett s Louisem Cayerem. Dříve tuto roli plnil Morgan Phillips.

## Soukromý život
Narodil se roku 1993 v Redditchi, městě anglického hrabství Worcestershire, do rodiny Neila a Siany Glasspoolových. O rok starší bratr Parry Glasspool je herec. Po maturitě na birminghamské Woodrush High School pokračoval studiem Texaské univerzity v Austinu, kde získal titul bachelor of education (B.Ed.). Mezi lety 2011–2015 hrál za alma mater univerzitní tenis. V roce 2015 s Dánem Sørenem Hessem-Olesenem triumfoval ve čtyřhře národního mistrovství NCAA.
V období 2016–2018 udržoval partnerský vztah s britskou tenistkou Heather Watsonovou.

## Tenisová kariéra
V rámci událostí okruhu ITF debutoval v červenci 2012, když do dvouhry v anglickém Wrexhamu dotované 15 tisíci dolary postoupil z kvalifikace. Ve druhém kole podlehl krajanu Danielu Coxovi z páté světové stovky. Premiérový singlový titul v této úrovni tenisu získal během října 2015 v Heráklionu po finálové výhře nad Srbem Mikim Jankovićem, figurujícím ve čtvrté stovce žebříčku. První challenger pak vyhrál ve čtyřhře únorového Gran Canaria Challengeru 2021 v Las Palmas po boku Harriho Heliövaary.

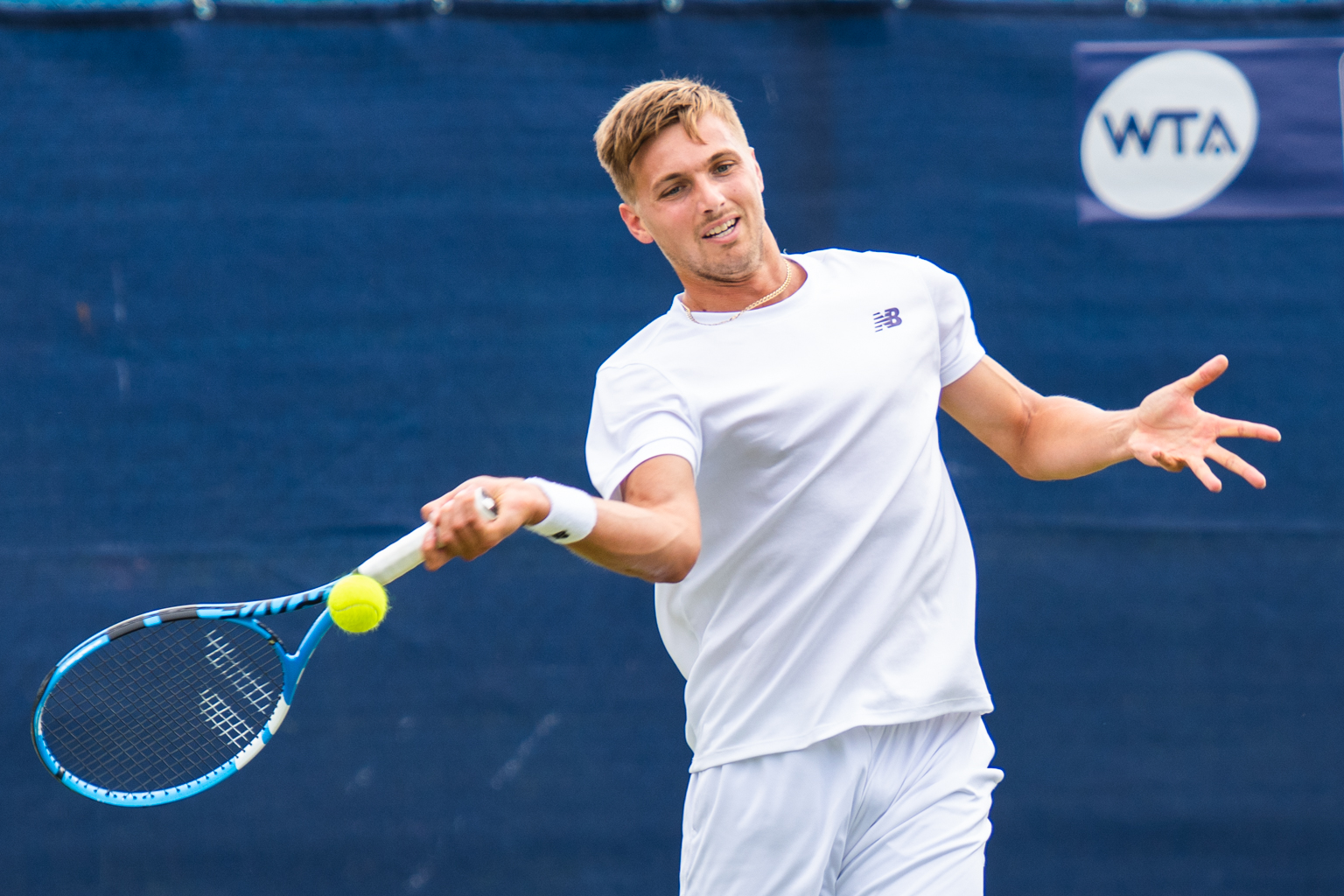
V kvalifikaci Nottingham Open 2018

Debut v hlavní soutěži nejvyšší grandslamové kategorie zaznamenal v mužském deblu Wimbledonu 2016, do nějž obdržel s Danielem Evansem divokou kartu. Na úvod však nenašli recept na tunisko-český pár Malek Džazírí a Lukáš Rosol. Jednalo se zároveň o jeho první start na okruhu ATP Tour. Grandslamovou kvalifikační dvouhru si poprvé zahrál ve Wimbledonu 2018, kde byl vyřazen v jejím druhém kole. Do premiérového finále na túře ATP postoupil v březnové čtyřhře Open 13 2021, konané v Marseille. S Finem Harrim Heliövaarou ve finále zdolali nizozemskou dvojici Sander Arends a David Pel po dvousetovém průběhu. Spolupráci s finským tenistou navázal během challengerů v listopadu 2020, na nichž se probojovali do čtyř finále.
S krajanem Julianem Cashem ovládli letní travnatou sezónu 2025. Z osmnácti utkání čtyřhry odešli pouze jednou poraženi, když si zahráli finále na čtyřech turnajích v řadě. Přemožitele našli jen v souboji o titul na Libéma Open v 's-Hertogenboschi, kde je zdolali Australané Matthew Ebden s Jordanem Thompsonem. Poté triumfovali na HSBC Championships v londýnském Queen's Clubu i na Eastbourne Open. Ve Wimbledonu startovali jako pátí nasazení. Do čtvrtfinále postoupili bez ztráty setu. V něm odvrátili tři mečboly druhé světové dvojici a obhájcům Heliövaarovi s Pattenem. Ani v semifinále je nezastavili turnajové šestky Marcel Granollers s Horaciem Zeballosem a ve finále vyhráli nad 
náhradníky Rinkym Hijikatou s Davidem Pelem ve dvou setech. Vybojovali tak první kariérní grandslamy a šestou společnou trofej. Wimbledonskou mužskou čtyřhru ovládli jako první ryze britská dvojice v otevřené éře, když posledními britskými šampiony byli Pat Hughes s Raymondem Tuckeyem v roce 1936. Historicky představovali třináctý vítězný pár Britů ve Wimbledonu a patnáctý na grandslamu. V rámci otevřené éry byli teprve druhou britskou dvojicí ve finále mužského majoru, po Salisburym se Skupskim na předcházejícím French Open 2025.
Šestou sezónní tofej si s Cashem odvezli z torontského National Bank Open 2025 poté, co ve finále proti Salisburymu a Skupskému odvrátili čtyři mečboly. Jako vůbec první britský pár ovládli turnaj série Masters, kategorie hrané od roku 1990. 
Jejich 22zápasová neporazitelnost skončila v semifinále Cincinnati Open 2025, po porážce od Nikoly Mektiće s Rajeevem Ramem. Po skončení se, 18. srpna 2025, stal čtvrtou britskou světovou jedničkou ve čtyřhře.

## Finále na Grand Slamu

### Mužská čtyřhra: 1 (1–0)
| Stav  | rok  | turnaj    | povrch | spoluhráč   | soupeři ve finále        | výsledek      |
| ----- | ---- | --------- | ------ | ----------- | ------------------------ | ------------- |
| Vítěz | 2025 | Wimbledon | tráva  | Julian Cash | Rinky Hijikata David Pel | 6–2, 7–6(7–3) |

## Finále na okruhu ATP Tour

### Čtyřhra: 24 (11–13)
| Legenda                     |
| --------------------------- |
| Grand Slam (1–0)            |
| Turnaj mistrů (0)           |
| ATP Tour Masters 1000 (1–3) |
| ATP Tour 500 (4–2)          |
| ATP Tour 250 (5–8)          |

| Stav      | č.  | datum             | turnaj                                   | kategorie  | povrch    | spoluhráč         | soupeři ve finále                   | výsledek               |
| --------- | --- | ----------------- | ---------------------------------------- | ---------- | --------- | ----------------- | ----------------------------------- | ---------------------- |
| Vítěz     | 1.  | březen 2021       | Marseille, Francie                       | ATP 250    | tvrdý (h) | Harri Heliövaara  | Sander Arends David Pel             | 7–5, 7–6(7–4)          |
| Finalista | 1.  | únor 2022         | Montpellier, Francie                     | ATP 250    | tvrdý (h) | Harri Heliövaara  | Pierre-Hugues Herbert Nicolas Mahut | 6–4, 6–7(3–7), [10–12] |
| Finalista | 2.  | únor 2022         | Dallas, Spojené státy                    | ATP 250    | tvrdý (h) | Harri Heliövaara  | Marcelo Arévalo Jean-Julien Rojer   | 6–7(4–7), 4–6          |
| Finalista | 3.  | červen 2022       | Queen's Club, Londýn, Velká Británie     | ATP 500    | tráva     | Harri Heliövaara  | Nikola Mektić Mate Pavić            | 6–3, 6–7(3–7), [6–10]  |
| Vítěz     | 2.  | červenec 2022     | Hamburk, Německo                         | ATP 500    | antuka    | Harri Heliövaara  | Rohan Bopanna Matwé Middelkoop      | 6–2, 6–4               |
| Finalista | 4.  | červenec 2022     | Umag, Chorvatsko                         | ATP 250    | antuka    | Harri Heliövaara  | Simone Bolelli Fabio Fognini        | 7–5, 6–7(6–8), [7–10]  |
| Finalista | 5.  | září 2022         | Mety, Francie                            | ATP 250    | tvrdý (h) | Harri Heliövaara  | Hugo Nys Jan Zieliński              | 6–7(5–7), 4–6          |
| Finalista | 6.  | říjen 2022        | Stockholm, Švédsko                       | ATP 250    | tvrdý (h) | Harri Heliövaara  | Marcelo Arévalo Jean-Julien Rojer   | 3–6, 3–6               |
| Vítěz     | 3.  | leden 2023        | Adelaide, Austrálie                      | ATP 250    | tvrdý     | Harri Heliövaara  | Jamie Murray Michael Venus          | 6–3, 7–6(7–3)          |
| Finalista | 7.  | únor 2023         | Dubaj, Spojené arabské emiráty           | ATP 500    | tvrdý     | Harri Heliövaara  | Maxime Cressy Fabrice Martin        | 6–7(2–7), 4–6          |
| Finalista | 8.  | srpen 2023        | Winston-Salem, Spojené státy             | ATP 250    | tvrdý     | Neal Skupski      | Nathaniel Lammons Jackson Withrow   | 3–6, 4–6               |
| Vítěz     | 4.  | leden 2024        | Brisbane, Austrálie                      | ATP 250    | tvrdý     | Jean-Julien Rojer | Kevin Krawietz Tim Pütz             | 7–6(7–3), 5–7, [12–10] |
| Finalista | 9.  | květen 2024       | Ženeva, Švýcarsko                        | ATP 250    | antuka    | Jean-Julien Rojer | Marcelo Arévalo Mate Pavić          | 6–7(2–7), 5–7          |
| Vítěz     | 5.  | říjen 2024        | Tokio, Japonsko                          | ATP 500    | tvrdý     | Julian Cash       | Ariel Behar Robert Galloway         | 6–4, 4–6, [12–10]      |
| Finalista | 10. | 3. listopadu 2024 | Paříž, Francie                           | ATP 1000   | tvrdý (h) | Adam Pavlásek     | Wesley Koolhof Nikola Mektić        | 6–3, 3–6, [5–10]       |
| Vítěz     | 6.  | leden 2025        | Brisbane, Austrálie (2)                  | ATP 250    | tvrdý     | Julian Cash       | Jiří Lehečka Jakub Menšík           | 6–3, 6–7(2–7), [10–6]  |
| Vítěz     | 7.  | únor 2025         | Dauhá, Katar                             | ATP 500    | tvrdý     | Julian Cash       | Joe Salisbury Neal Skupski          | 6–3, 6–2               |
| Finalista | 11. | březen 2025       | Miami, Spojené státy                     | ATP 1000   | tvrdý     | Julian Cash       | Marcelo Arévalo Mate Pavić          | 6–7(3–7), 3–6          |
| Finalista | 12. | duben 2025        | Monte-Carlo, Monako                      | ATP 1000   | antuka    | Julian Cash       | Romain Arneodo Manuel Guinard       | 6–1, 6–7(8–10), [8–10] |
| Finalista | 13. | červen 2025       | 's-Hertogenbosch, Nizozemsko             | ATP 250    | tráva     | Julian Cash       | Matthew Ebden Jordan Thompson       | 4–6, 6–3, [7–10]       |
| Vítěz     | 8.  | červen 2025       | Queen's Club, Londýn, Spojené království | ATP 500    | tráva     | Julian Cash       | Nikola Mektić Michael Venus         | 6–3, 6–7(5–7), [10–6]  |
| Vítěz     | 9.  | červen 2025       | Eastbourne, Spojené království           | ATP 250    | tráva     | Julian Cash       | Ariel Behar Joran Vliegen           | 6–4, 7–6(7–5)          |
| Vítěz     | 10. | červenec 2025     | Wimbledon, Londýn, Spojené království    | Grand Slam | tráva     | Julian Cash       | Rinky Hijikata David Pel            | 6–2, 7–6(7–3)          |
| Vítěz     | 11. | srpen 2025        | Toronto, Kanada                          | ATP 1000   | tvrdý     | Julian Cash       | Joe Salisbury Neal Skupski          | 6–3, 6–7(5–7), [13–11] |

## Tituly na challengerech ATP a okruhu ITF
| Legenda                |
| ---------------------- |
| Challengery (0 D; 4 Č) |
| ITF (5 D; 11 Č)        |

### Dvouhra (5 titulů)
| Č. | datum         | turnaj                     | povrch | poražený finalista    | výsledek           |
| -- | ------------- | -------------------------- | ------ | --------------------- | ------------------ |
| 1. | říjen 2015    | Heráklion, Řecko           | tvrdý  | Miki Janković         | 6–4, 6–3           |
| 2. | prosinec 2015 | Marsá al-Qantáwí, Tunisko  | tvrdý  | Roberto Ortega Olmedo | 6–3, 6–4           |
| 3. | duben 2016    | Heráklion, Řecko           | tvrdý  | Jonny O'Mara          | 6–3, 4–6, 7–6(7–3) |
| 4. | září 2017     | Nottingham, Velká Británie | tvrdý  | Oliver Golding        | 5–7, 6–4, 6–4      |
| 5. | červenec 2018 | Iowa City, Spojené státy   | tvrdý  | Jevgenij Karlovskij   | 7–6(7–2), 7–6(7–1) |

### Čtyřhra (16 titulů)
| Č.  | datum         | turnaj                         | povrch    | spoluhráč           | poražení finalisté                    | výsledek                    |
| --- | ------------- | ------------------------------ | --------- | ------------------- | ------------------------------------- | --------------------------- |
| 1.  | srpen 2015    | Hyvinkää, Finsko               | antuka    | Mikael Torpegaard   | Romain Arneodo Maxime Janvier         | 7–6(7–3), 6–2               |
| 2.  | září 2015     | Nottingham, Velká Británie     | tvrdý     | Joshua Ward-Hibbert | Daniel Cox David Rice                 | 6–4, 3–6, [10–7]            |
| 3.  | říjen 2015    | Heráklion, Řecko               | tvrdý     | Joshua Ward-Hibbert | Peter Bothwell Toby Martin            | 6–3, 7–5                    |
| 4.  | říjen 2015    | Heráklion, Řecko               | tvrdý     | Joshua Ward-Hibbert | Corentin Denolly Alexandre Müller     | bez boje                    |
| 5.  | listopad 2015 | Bath, Velká Británie           | tvrdý (h) | Joshua Ward-Hibbert | Sam Barry Filip Peliwo                | 6–4, 3–6, [10–2]            |
| 6.  | prosinec 2015 | Marsá al-Qantáwí, Tunisko      | tvrdý     | Peter Bothwell      | Anis Ghorbel Vaško Mladenov           | 6–1, 6–4                    |
| 7.  | duben 2017    | Memphis, Spojené státy         | tvrdý     | Mackenzie McDonald  | Philip Bester Alex Lawson             | 6–2, 7–6(7–3)               |
| 8.  | květen 2019   | Heráklion, Řecko               | tvrdý     | Aidan McHugh        | Michail Pervolarakis Petros Tsitsipas | 7–6(7–5), 7–6(7–2)          |
| 9.  | červenec 2019 | Iowa City, Spojené státy       | tvrdý     | Alejandro González  | Jack Findel-Hawkins Mark Whitehouse   | 6–2, 6–1                    |
| 10. | říjen 2019    | Norman, Spojené státy          | tvrdý     | Sekou Bangoura      | Hunter Johnson Yates Johnson          | 7–6(11–9), 6–2              |
| 11. | leden 2020    | Rancho Santa Fe, Spojené státy | tvrdý     | Alex Lawson         | Boris Arias Sekou Bangoura            | 6–1, 7–6(7–1)               |
| 1.  | únor 2021     | Las Palmas, Španělsko          | antuka    | Harri Heliövaara    | Kimmer Coppejans Sergio Martos Gornés | 7–5, 6–1                    |
| 2.  | březen 2021   | Biella, Itálie                 | tvrdý (h) | Matt Reid           | Denys Molčanov Serhij Stachovskyj     | 6–3, 6–4                    |
| 3.  | listopad 2021 | Roanne, Francie                | tvrdý (h) | Harri Heliövaara    | Romain Arneodo Albano Olivetti        | 7–6(7–5), 6–7(5–7), [12–10] |
| 4.  | listopad 2021 | Bari, Itálie                   | tvrdý     | Harri Heliövaara    | Andrea Vavassori David Vega Hernández | 6–3, 6–0                    |
| 5.  | květen 2023   | Bordeaux, Francie              | antuka    | Harri Heliövaara    | Sadio Doumbia Fabien Reboul           | 6–4, 6–2                    |